# 比利海崖
75°32′S 140°2′W / 75.533°S 140.033°W
比利海崖（英語：Billey Bluff）是南極洲的海崖，位於瑪麗伯德地，處於朗韋山西南面7公里，屬於伊克斯山脈的一部分，美國地質調查局根據測量和該國海軍的空中照片繪入地圖，現時由南極條約體系管理。